# (6747) Ozegahara
(6747) Ozegahara (1995 UT3) – planetoida z pasa głównego asteroid okrążająca Słońce w ciągu 5,13 lat w średniej odległości 2,97 j.a. Odkryta 20 października 1995 roku.